# Mozková kůra
Mozková kůra (kůra koncového mozku, latinsky neopallium, či neocortex) tvoří plášť koncového mozku (telencephalon) a je fylogeneticky nejmladší částí centrální nervové soustavy. U člověka představuje její nejvýznamnější oddíl. Během fylogenetického vývoje se zvětšuje kortikalizace funkcí, tj. do mozkové kůry přichází stále větší množství aferentací (dostředivých vláken) a pod kontrolu vzruchů, které z ní vycházejí, se dostává čím dál více tělesných funkcí.
Gyrifikace, členění neokortexu na závity, výrazně zvětšuje funkční plochu mozkové kůry, která u člověka činí průměrně 2 000 cm2.

## Mikroskopická anatomie
Mozková kůra se dělí na laloky (lobus), které se skládají ze závitů (gyrus), a ty jsou od sebe odděleny zářezy (sulcus). Studium mikroskopické stavby každé korové oblasti (cytoarchitektonika) a základních spojů (myeloarchitektonika) dovoluje zmapovat mozkovou kůru.

### Dělení I. – Brodmannovy oblasti
Podle Brodmanna je mozková kůra členěna na 11 okrsků (regio) a 52 oblastí (area), které jsou morfologicky i funkčně odlišné.
V mozkové kůře bylo popsáno na 60 typů buněk, nejčastější jsou tyto typy neuronů:
- pyramidové – jejich axony sestupují do podkorových a míšních částí CNS (descendentní vlákna), do jiných oblastí téže hemisféry (asociační vlákna) nebo do druhé hemisféry (komisurální vlákna)
- hvězdicové nebo granulární – jejich axony se bohatě větví v těsné blízkosti těla, nikdy neopouštějí šedou hmotu
- fuziformní (vřetenovité) – jsou uloženy v hlubokých korových vrstvách, jejich axon vystupuje jako ascendentní (vzestupné) vlákno do povrchových vrstev
- Martinottiho (vertikální) – nepravidelné neurony s ascendentními axony
- horizontální neurony Ramóna y Cajal

| REGIO           | AREAE                                | FUNKCE                    | POZNÁMKA                              |
| --------------- | ------------------------------------ | ------------------------- | ------------------------------------- |
| Postcentralis   | 1, 2, 3, 43, (2s)                    | somatosenzorická, chuťová | zakončení thalamokortikálních vláken  |
| Praecentralis   | 4, 6, (4s)                           | motorická                 | Betzovy pyramidové buňky              |
| Frontalis       | 8, 9, 10, 11, 44, 45, 46, 47, (8s)   | asociační                 | volní úkony, vliv na mimovolní oblast |
| Insularis       | 13, 14, 15, 16                       | integrační                |                                       |
| Temporalis      | 20, 21, 22, 36, 37, 38, 41, 42, 52   | sluchová                  | rozdíly mezi druhy                    |
| Parietalis      | 5, 7, 39, 40                         | asociační                 | vztah k somestézii                    |
| Occipitalis     | 17, 18, 19, (19s)                    | zraková                   | k zrakové kůře patří i další oblasti  |
| Cingularis      | 23, 24, 31, 32, 33                   | mimovolní                 | limbický systém                       |
| Retrosplenialis | 26, 29, 30                           | mimovolní                 | limbická, alokortex                   |
| Hippocampica    | 27, 28, 34, 35, 48, 51               | čich (34),mimovolní paměť |                                       |
| Olfactoria      | area olfactoria trigonum olfactorium | čichová                   | tzv. bazální čichová kůra             |

### Dělení II.

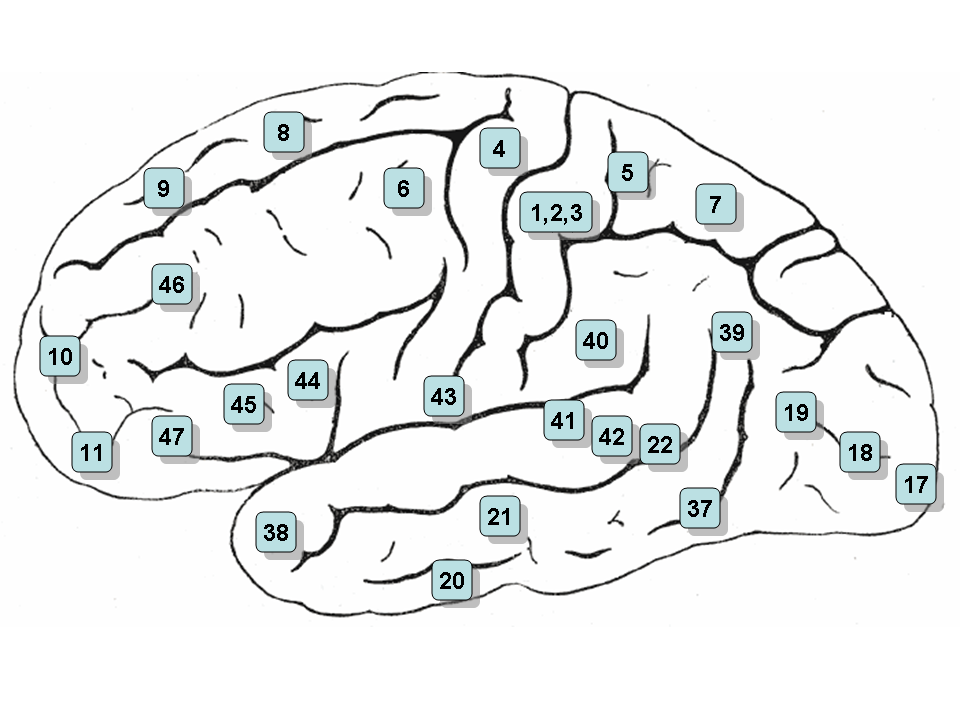
Brodmannovy oblasti na laterální ploše hemisféry.

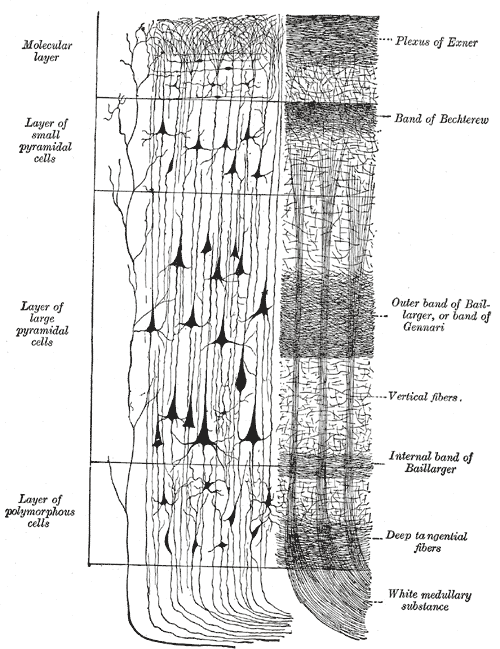
Cytoarchitektonika kůry.
I. molekulární vrstva je nahoře.

mozková kůra je tvořena šesti vrstvami, v každé z nich převládá určitý typ neuronů. Směrem od povrchu hemisféry dolů k bílé hmotě to jsou:

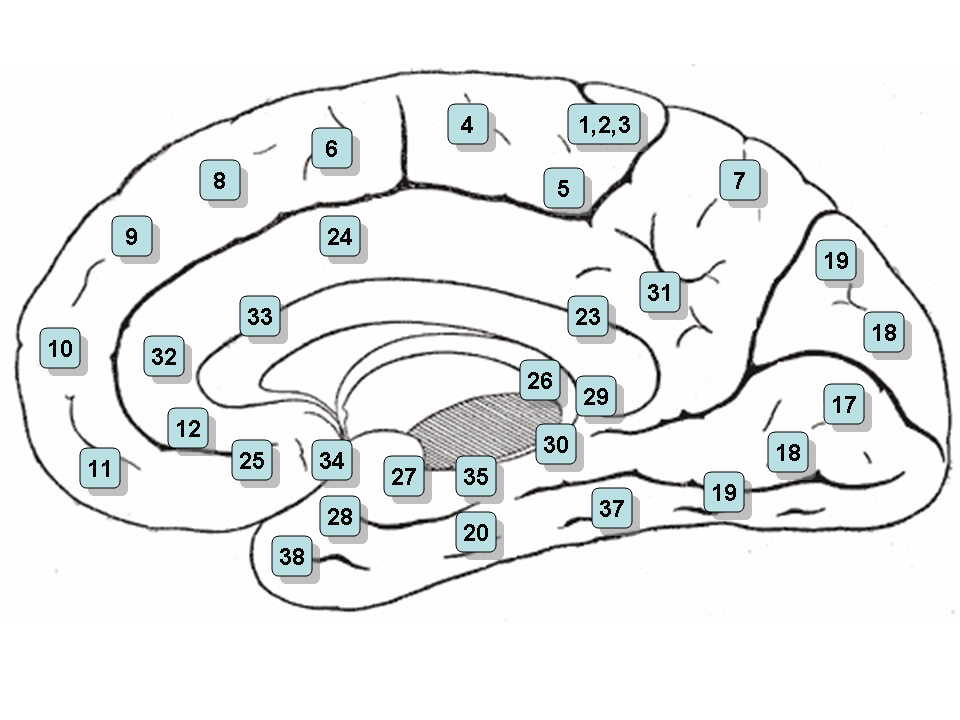
Brodmannovy oblasti na mediální a bazální ploše hemisféry.

#### I. vrstva
Molekulární (plexiformní), je nejslabší, byť se jedná o šedou hmotu, obsahuje relativně vysoký podíl vláken a má hlavně asociační funkci. Axony neuronů.

#### II. vrstva
Vnější granulární, II. vrstvy vedou do hlubších vrstev kůry (tzn. III.–VI.) a modulují funkci přilehlých neuronů (podíl v funkci tzv. korových sloupců).

#### III. vrstva
Vnější pyramidová, malé pyramidové neurony mají na starosti asociační spoje na delší vzdálenost v jedné hemisféře a hlavně spoje komisurální (z jedné hemisféry do druhé).

#### IV. vrstva
Vnitřní granulární, hlavní funkcí IV. vrstvy je příjem informací ze specifických jader thalamu.

#### V. vrstva
Vnitřní pyramidová, V. vrstva (velké pyramidové neurony) je zdrojem eferentních vláken mimo telencephalon (koncový mozek), jako např. pyramidová motorická dráha.

#### VI. vrstva
Fuziformních (vřetenovitých) buněk, VI. vrstva svojí projekcí do thalamu zpětně moduluje množství informací přicházejících z thalamu, aby kůru „nezahltil“.

## Klasifikace

Závity a zářezy laterální plochy hemisféry.

Závity laterální plochy hemisféry.

Mediální plocha hemisféry.

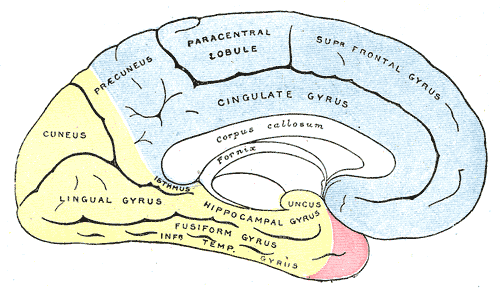
Závity Mediální a bazální plochy hemisféry.

Přenos aferentace do jednotlivých vrstev šedé mozkové hmoty je odrazem jejího původu. Podle funkčního významu lze mozkovou kůru rozdělit na oblasti:

### 1. primární projekční oblasti
přijímají aferentaci z receptorů jednotlivých smyslů. Pavlov rozlišoval u těchto oblastí jádro (uskutečňuje jemnou analýzu informací) a periférii (uskutečňuje hrubou analýzu informací). Dnes víme, že existují i další projekční oblasti (tzv. suplementární pole) – sekundární, terciární atd. –, které nelze považovat za druhotné vůči primárním oblastem.
V mozkové kůře probíhá zpracování – analýza aferentních informací. Hovoříme tedy o analyzátoru. Za jádro tohoto analyzátoru považujeme souhrn všech primárních projekčních oblastí, periférií analyzátoru jsou pak elementy rozptýlené v asociačních a projekčních oblastech mozkové kůry jiné modality.
Projekční oblasti jsou u člověka uloženy převážně za sulcus centralis. Rozlišují se projekce:
1a) somestetické – které se kryjí s korovou projekcí bolesti, interorecepce (informace z vnitřního prostředí organismu) a propriorecepce (informace o poloze těla a jeho pohybech), jsou uloženy v gyrus postcentralis.
1b) sluchové – umístěné v Heschlových závitech a insule.
1c) chuťové – umístěné v insule a operkulu.
1d) čichové – umístěné v uncus gyri hippocampi, gyrus pyriformis a hlavně v prepyriformní oblasti.
1e) zrakové – umístěné v týlních lalocích a dolní spánkové oblasti a dalších až po frontální kůru.

### 2. asociační oblasti
jsou ty, které nejsou ani efektorové (motorické), ani recepční. S fylogenetickým vývojem jejich význam i rozsah stoupá. U nižších savců jsou malé, u člověka zaujímají rozsáhlou část mozku. Jsou sídlem procesů, které označujeme jako myšlení. Asociační oblasti jsou charakterizovány tím, že k nim míří aferentní vlákna z několika smyslových modalit (čich, sluch, zrak, hmat, chuť, propriocepce, interocepce), a tvorbou vzájemných spojení s podkorovými, zejména thalamickými centry. U člověka je v asociačních oblastech lokalizováno Brocovo motorické a Wernickeovo senzorické centrum řeči. Zničení asociačních oblastí má těžké důsledky na činnost CNS.

### 3. efektorové oblasti
jsou ty, jejichž činnost vyvolává periferní odpovědi – hybné (volní) či vegetativní (mimovolní) reakce. O jejich existenci a lokalizaci se lze přesvědčit elektrickou stimulací mozkové kůry např. při operacích mozku. Dělíme je na:

#### 3a) Motorické oblasti
Zahrnují oblast pyramidovou, mimopyramidovou a další doplňkové oblasti.
Prostřednictvím dvouneuronových či víceneuronových spojů ovlivňují motorické oblasti pohybového aparátu (svalstvo). Nejnutnější a nejrychlejší svalovou koordinaci zajišťuje pyramidový systém, který má dvouneuronové spojení. 
Pyramidová oblast je u člověka umístěna před sulcus centralis a shoduje se s Brodmannovou oblastí 4 (Br. area 4). Jsou zde obrovské Becovy pyramidové buňky. Stimulace pyramidové dráhy vyvolá odpovědi s nejkratší latencí a nejlépe definovaným charakterem pohybu. Navíc tato dráha působí modulačně i na ostatní motorické subsystémy. Pyramidová motorická oblast sleduje lokalizaci homunkula (projekce člověka na povrchu hemisfér v jiných proporcích, podle velikosti oblasti, která inervuje příslušnou část těla), jehož dolní končetiny jsou uloženy nahoře, zatímco hlava je laterálně dole. Motorická oblast tvoří se senzorickou oblastí jeden funkční celek označovaný jako senzorimotorická kůra.
Mimopyramidové – extrapyramidové oblasti jsou méně dráždivé než pyramidové a jejich stimulace vyvolá na kontralaterální (opačné) straně těla méně výraznou odpověď s delší latencí (zpožděním). Nejvýraznější takovou oblastí je premotorická, shodná s Brodmannovou oblastí 6 (Br. area 6). Mezi další řadíme okulomotorické oblasti, z nichž jedna je v premotorické oblasti (Brodmannova area 8) a druhá v týlním laloku, v tzv. paravizuální kůře (Brodmannova area 19). Někdy se k extrapyramidovým projevům řadí i odpovědi vyvolané z temenní kůry S I (Brodmannovy arey 1,2,3), protože jsou motorická a senzorická oblast funkčně spojeny.
Motorická oblast II (doplňková) je lokalizována v mediální ploše hemisféry před oblastí pyramidovou. Somatotopicky opět představuje homunkula, který stojí kolmo na pyramidovou oblast, takže se stýkají dolními končetinami. Její význam spočívá v iniciaci pohybů.

#### 3b) Vegetativní oblasti
Jsou lokalizovány ve frontoorbitální kůře a v rhinencephalu (čichovém mozku). Jejich vliv se projevuje především modifikací dechové činnosti (zrychlují či zpomalují dýchání), cirkulační odpovědí (mění srdeční frekvenci, upravují krevní tlak), regulací trávicí činnosti (nejčastěji zastavují hybnost trávicího traktu, hlavně antropylorické části žaludku), mají vliv na pupilární reflex a funkci hladkého svalstva močového měchýře.

#### 3c) Tlumivé (supresorové) oblasti
Předpokládá se, že se podílejí na potlačování činnosti jiných oddílů mozku. Jsou uloženy v Brodmanových areach 2,4,8,19 a označují se písmenem „s“, tedy 2s,4s,8s,19s. Považují se za začátek dráhy zprostředkující tlumivé vlivy mozkové kůry na inhibiční část descendentního systému retikulární formace (upravují tak hybnost a svalové napětí).

### Prefrontální korové oblasti

Mediální plocha hemisféry.

Tvoří zvláštní skupinu mozkové kůry. Tato oblast má složitý charakter efektorové i asociační kůry. Jsou zde aferentní spoje, které přicházejí z thalamu (nc. dorsomedialis) k většině prefrontální kůry (arey 8,9,10,11,12 a na mediální stranu arey 44 a 47), další spoje vedou z přední části thalamu (ncc. anteriores) a končí v přední části gyrus cinguli (area 24). Prefrontální kůra má také intrakortikální spoje s tlumivými (area 8s) a se zrakovými (area 18) oblastmi. Vývoj prefrontální kůry probíhá cca do 10. roku stáří.
Poškození se projeví:

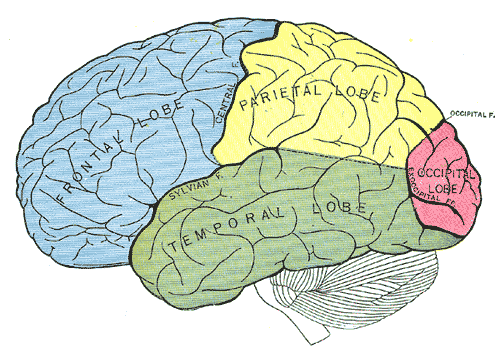
Laloky mozkové kůry.

a) změnou aktivity, kdy dočasná apatie je vystřídána hyperaktivitou
b) současnými změnami emocí, zvyšuje se agresivita
c) změnou sociálního chování, snížení strachu, snížení autokritičnosti
d) zhoršením vzniku učení a uložení paměťových stop

## Dopředný anatomický směr
Z hlediska anatomických směrů je důležité vědět, že v mozku jsou všechny směry posunuty o 90° ventrálním směrem, tj. dopředu. Je to dáno vývojem CNS, kdy se mozkový váček ohýbá vůči nervové trubici dopředu dolů. Tudíž pro vyjádření směru „dopředu“ se zavádí termín „rostrální směr“ (rostrum – prvoústa, dáno embryologickým zakládáním CNS).